# Hedyotis nodulosa
Hedyotis nodulosa är en måreväxtart som beskrevs av George Arnott Walker Arnott. Hedyotis nodulosa ingår i släktet Hedyotis och familjen måreväxter. Inga underarter finns listade i Catalogue of Life.